# Penstemon californicus
Penstemon californicus là một loài thực vật có hoa trong họ Mã đề. Loài này được (Munz & I.M. Johnst.) D.D. Keck mô tả khoa học đầu tiên năm 1937.